# لويس مارين (أستاذ جامعي)
لويس مارين (بالفرنسية: Louis Marin)‏ هو فيلسوف فرنسي، ولد في 22 مايو 1931 في لا ترونش في فرنسا، وتوفي في 29 أكتوبر 1992 في باريس في فرنسا.